# (15350) Naganuma
(15350) Naganuma (1994 VB2) – planetoida z pasa głównego asteroid okrążająca Słońce w ciągu 3,67 lat w średniej odległości 2,38 j.a. Odkryta 3 listopada 1994 roku.